# روينا بالي
روينا بالي (بالإسبانية: Rowena Bali)‏ (1977 في المكسيك)؛ كاتِبة وشاعرة مكسيكية. درست في الجامعة الوطنية المستقلة في المكسيك.